# Baggy (genere musicale)
Il baggy è una scena musicale sviluppatasi nel Regno Unito alla fine degli anni ottanta e popolare sino ai primi anni novanta.

## Storia
La scena baggy trae il nome dalla moda dei pantaloni baggy, grandi oltremisura, ed è influenzata enormemente dalla scena Madchester, ma si estende anche oltre ai confini di Manchester. Molte band Madchester possono essere definite baggy e viceversa. Il genere baggy accentua la sfumatura psichedelica e acid house della guitar music, spesso accompagnata da un ritmo di batteria funky simile a quello di Happy Mondays, Northside e The Stone Roses.
Tra le band di spicco della scena baggy figurano gli Stone Roses, i Charlatans (autori della hit The Only One I Know), gli 808 State e gli Happy Mondays (poi Black Grape), veri e propri alfieri del movimento.
Band quali The Mock Turtles e The Soup Dragons reinventarono la propria immagine per entrare nella scena baggy.
Le band dell'epoca della alternative dance della musica pop possono essere inserite in due categorie: la scena baggy (comprendente le band Madchester e poche altre quali i londinesi Flowered Up) e la alternative dance propriamente detta (Jesus Jones e The Shamen, maggiormente influenzati dalla musica techno). Gli Shamen iniziarono come band indie rock influenzata dallo shoegaze, ma il loro stile si rifece ben presto al rock psichedelico e alla acid house, prima di assimilare maggiormente gli elementi della musica techno.

## Modo di vestire
I jeans baggy, di taglie volutamente più grandi del necessario, divennero una moda prima a Manchester e poi in tutto il Regno Unito. Spesso erano accompagnati da un cappello simile a quello che indossava il batterista degli Stone Roses, Reni. Il look era a metà tra il rave, il retro, l'hippy e il casual calcistico. Molte band Madchester avevano tra i fan tifosi di calcio e alcune di loro indossavano anche magliette delle squadre di calcio. Joe Bloggs, la linea di abbigliamento di Shami Ahmed con sede a Manchester, lo rese un miliardario.

## Eredità
Alcune band baggy sparirono con il tramonto dell'intero movimento, altre seppero reinventarsi come band indie rock o Britpop e mantennero la propria popolarità per tutti gli anni novanta. I Charlatans, che mescolano sonorità tipiche degli anni Sessanta con indie ballabile (come gli Inspiral Carpets), sono tra i classici gruppi baggy che hanno unito il pop con la dance.
Il baggy fu soppiantato dal grunge e dal Britpop. Nel 2001 i Waterfall, che riproponevano il sound tipico della scena baggy, non riuscirono a suscitare l'interesse delle case discografiche.
Gruppi musicali come Kasabian, Reverend and The Makers, The Ruling Class, Sulk, The Bavarian Druglords e Working for a Nuclear Free City hanno riportato in auge alcuni aspetti delle sonorità baggy e sono stati paragonate agli Stone Roses e ad altre band della scena Madchester.

### Band baggy revival
I Blur, con il loro disco di debutto Leisure (1991), sono stati inizialmente inquadrati nel filone baggy e più tardi con la loro canzone Girls & Boys, singolo di lancio dell'album Parklife del 1994, hanno sperimentato sonorità analoghe.